# Teorodocos
Los teorodocos (en griego θεωροδόκοι o θεαροδόκοι, theorodokoi), en la Antigua Grecia, fueron los encargados de recibir a los enviados sagrados, los theoroi (θεωροί), a los que debía acoger y asistir cuando llegaban invitados, para celebrar los Juegos Panhelénicos y otras fiestas determinadas, como embajadores de sus respectivos estados.
El teorodocos era el representante diplomático local de la fiesta, y no solamente daría alojamiento a los theoroi, sino que se encargaría de agasajarlos  y de hacer de introductor a los magistrados que fuesen convenientes. A veces eran nombrados por la comunidad donde vivían, pero otras, por la comunidad que enviaba a los theoroi. 
Epigráficamente, se han encontrado importantes listas de teorodocos, como en Delfos, Nemea, Epidauro, Magnesia y Cos.